# Charops nigritus
Charops nigritus là một loài tò vò trong họ Ichneumonidae.